# Tiexianxi (sockenhuvudort i Kina, Yunnan Sheng, lat 27,91, long 103,89)
Tiexianxi är en sockenhuvudort i Kina. Den ligger i provinsen Yunnan, i den sydvästra delen av landet, omkring 340 kilometer norr om provinshuvudstaden Kunming. Antalet invånare är 27 284. Befolkningen består av 12 811 kvinnor och 14 473 män. Barn under 15 år utgör 27,0 %, vuxna 15-64 år 66 %, och äldre över 65 år 6,0 %.
Runt Tiexianxi är det ganska tätbefolkat, med 149 invånare per kvadratkilometer. Närmaste större samhälle är Tianxingchang, 12,0 km sydost om Tiexianxi. Trakten runt Tiexianxi består till största delen av jordbruksmark.
Genomsnittlig årsnederbörd är 1 115 millimeter. Den regnigaste månaden är juli, med i genomsnitt 281 mm nederbörd, och den torraste är december, med 7 mm nederbörd.